# 다케토요정
다케토요정(일본어: 武豊町)은 일본 아이치현 지타군의 정이다. 미카와만의 임해부에 위치하고 중요 항만인 기메우라항을 포함해 연안에는 공업지대가 펼쳐져 있다.

## 인접한 지자체
- 북 - 한다시
- 서 - 도코나메시
- 남 - 지타군 미하마정

## 역사
- 1878년 - 다케토요촌이 성립하였다.
- 1891년 2월 17일 - 정으로 승격해 다케토요정이 되었다.
- 1954년 10월 5일 - 다케토요정과 후키촌이 신설 합병해 현재의 다케토요정이 되었다.

## 인구
| 연도 | 인구   | ±%     |
| ---- | ------ | ------ |
| 1940 | 10,790 | —      |
| 1950 | 15,504 | +43.7% |
| 1960 | 17,103 | +10.3% |
| 1970 | 25,575 | +49.5% |
| 1980 | 33,924 | +32.6% |
| 1990 | 38,105 | +12.3% |
| 2000 | 39,993 | +5.0%  |
| 2010 | 42,416 | +6.1%  |

## 교통

### 철도
- 도카이 여객철도
  - 다케토요선

- 나고야 철도
  - 고와선
  - 지타 신선

### 도로
- 국도 247호선